# 民主社会主义运动 (尼日利亚)
民主社会主义运动（西班牙語：Democratic Socialist Movement，缩写为DSM）是尼日利亚的一个托洛茨基主义政党。该党成立于1986年。该党的意识形态是社会主义、马克思主义、托洛茨基主义。该党的政治立场是极左翼。该党的总书记是塞贡·桑戈。该党的总部位于拉各斯。该党出版刊物《社会主义民主》。该党是工人国际委员会 (2019年)的支部。2013年11月16日，该党发起成立了泛左翼政党尼日利亚社会党。